# Ареа П.И.П (Бреша)
Ареа П.И.П је насеље у Италији у округу Бреша, региону Ломбардија.
Према процени из 2011. у насељу је живело 149 становника. Насеље се налази на надморској висини од 85 м.